# Alain Findeli
Alain Findeli est un théoricien du design franco-canadien, professeur honoraire à l’Université de Montréal et professeur émérite à l'Université de Nîmes[Quand ?].
Chercheur en design de renommée internationale, il est l'un des fondateurs de la recherche en design de langue française. 

## Biographie
Professeur titulaire à l’École de design de la Faculté de l’aménagement de l’Université de Montréal, où il a enseigné près de 35 ans, Alain Findeli a reçu une formation d’ingénieur en physique (INSA, Lyon, 1968) et de chercheur en sciences des matériaux (IIT, Chicago et École polytechnique, Montréal, 1968-73). Après cela, il a orienté sa carrière et ses intérêts de recherche vers les aspects humains et sociaux touchant l’ingénierie, la technologie et le design (Maîtrise en Architecture, Univ. de Montréal, 1975 ; Doctorat en Esthétique, Univ. de Paris, 1989)[réf. nécessaire].
Il a conclu son étude de l’histoire de l’enseignement du design par son livre Le Bauhaus de Chicago : l'œuvre pédagogique de László Moholy-Nagy (Septentrion & Klincksieck, 1995),. Il a également été le fondateur et le directeur scientifique et pédagogique du programme de Maîtrise en « Design & Complexité » de l’Université de Montréal (1999-2006)[réf. nécessaire].
En 2006, il est devenu Professeur invité à l’Université de Nîmes, où il a fondé avec Brigitte Borja de Mozota et Georges Schambach les Ateliers de la recherche en design (ARD), réseau international des chercheurs francophones en design. En 2009, il a été nommé Professeur des universités à l'Université de Nîmes, où il a co-fondé avec Georges Schambach le master DIS (Design, Innovation, Société). Par la suite, il a cofondé avec Stéphane Vial le laboratoire de recherche en design et innovation sociale PROJEKT ainsi que la revue Sciences du Design.
Membre du comité de rédaction de Design Issues (MIT Press), The Design Journal (Bloomsbury), Design and Culture (Bloomsbury), l’International Journal of Design Sciences and Technologies et Sciences du design (Presses universitaires de France)[réf. nécessaire], Alain Findeli est l’auteur d’une quarantaine d’articles dans des revues à comité de lecture, d’une trentaine de chapitres d’ouvrages et de plus de 200 communications orales et conférences plénières. Il a été professeur et chercheur invité en Suisse, Allemagne, Belgique, Italie, Mexique, Suède et États-Unis[réf. nécessaire].

## Liens avec l'antroposophie
Les liens qu'Alain Findeli entretenait avec l'antroposophie (selon la Miviludes et l'Unadfi, un « mouvement philosophico-religieux » présentant un risque de dérive sectaire) restent à ce jour assez sporadiques. Son nom apparaît néanmoins en 2001 dans le mémoire d'Alexandra Paré intitulé L'architecture des écoles Steiner-Waldorf et ses fondements anthroposophiques, en tant que directeur de recherche.
En mai 2008, Alain Findeli est cité dans la publication Nouvelles de la Société Anthroposophique en France, où il est cité comme "membre indépendant" transféré du Canada vers la France.
En juin 2016, l'ex-anthroposophe et lanceur d'alertes Grégroire Perra écrit un article sur son blog, s'inquiétant de la mise en place "d'une formation universitaire diplômante en pédagogie Steiner-Waldorf [...] à l’Université d’Avignon". Alain Findeli y apparaît en tant que "Chargé de cours".
Enfin en 2022, dans un article intitulé Adieu au design ?, Alain Findeli mentionne et utilise à plusieurs reprises des ouvrages de Rudolph Steiner, occultiste considéré comme fondateur de l'anthroposophie.

## Publications
- A. Findeli, Le Bauhaus de Chicago : l'œuvre pédagogique de László Moholy-Nagy, Paris, Klincksieck, 1995 (ISBN 2-89448-038-5, présentation en ligne)
- B. Darras, A. Findeli (Eds.), Design : savoir & faire, Nîmes : Lucie éditions, 2014.